# Ovoviviparidad

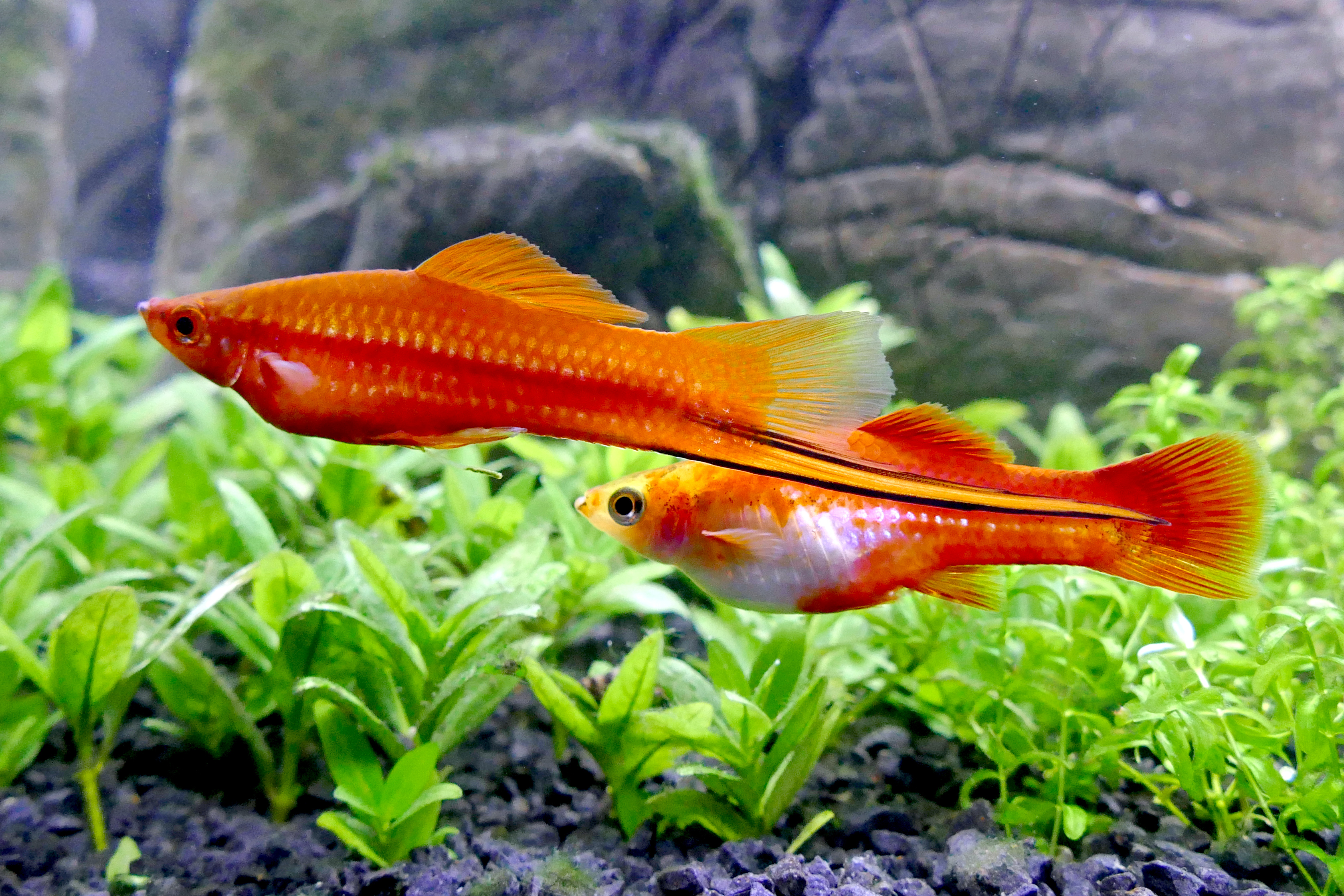
Macho y hembra del pez ovovivíparo Xiphophorus hellerii

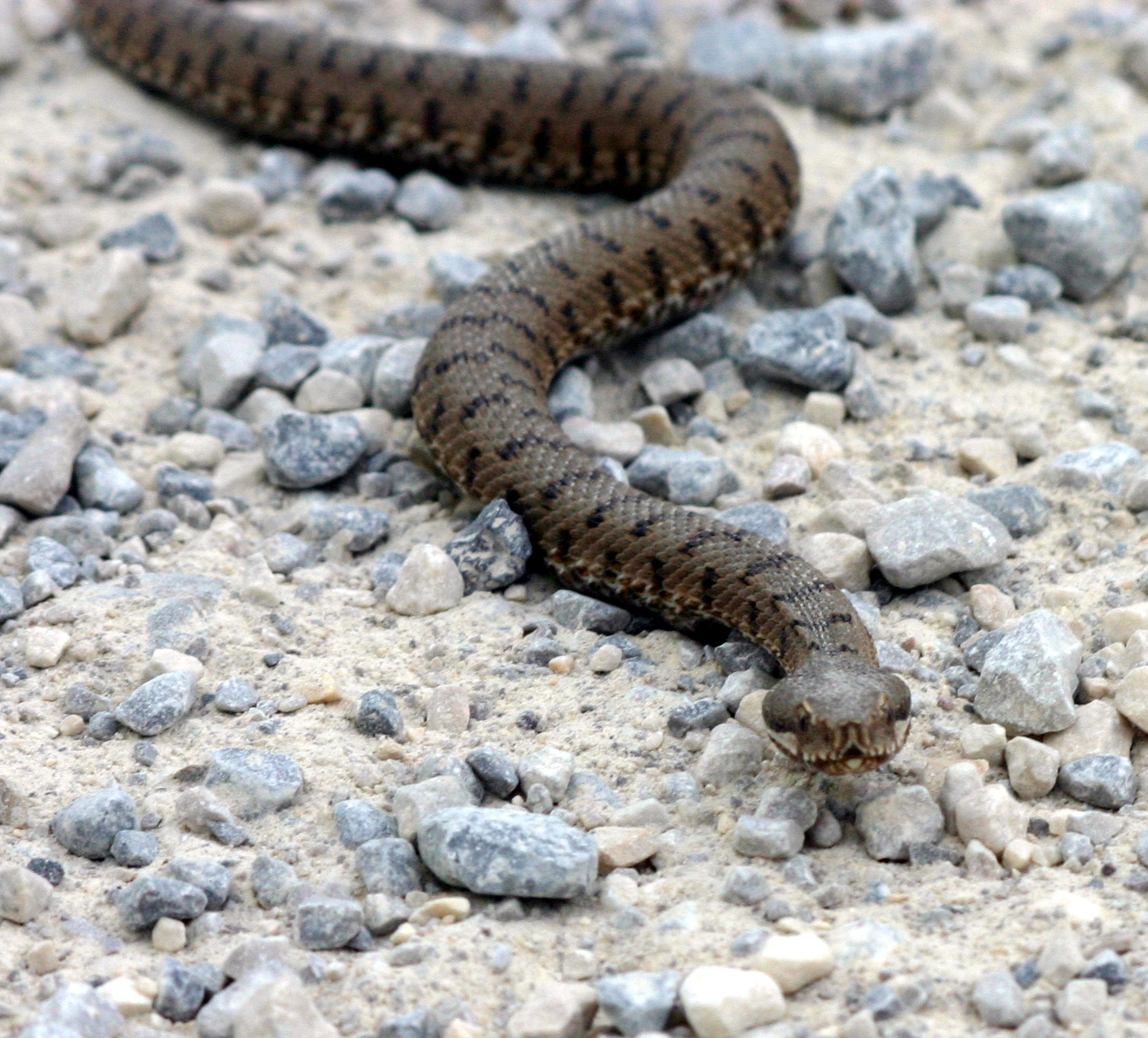
Víbora áspid (Vipera aspis), un animal ovovivíparo.

La ovoviviparidad u ovoviviparismo, en zoología, es un tipo de desarrollo embrionario en el que un animal pone huevos, pero estos permanecen dentro del cuerpo de la hembra hasta que el embrión esté completamente desarrollado. La eclosión puede producirse inmediatamente antes del parto o inmediatamente después de la puesta. La ovoviviparidad tiene aspectos en común tanto con el oviparismo como con el viviparismo.
El ovoviviparismo se presenta en muchos tiburones y otros peces, en algunos reptiles y en diversos animales invertebrados. Los tiburones y las serpientes son dos grupos entre los que se encuentran ejemplos de los tres modos de desarrollo temprano (gestación y nacimiento): ovíparo, ovovivíparo y vivíparo.
Los animales ovovivíparos son similares a las especies vivíparas en las cuales hay fertilización interna y los jóvenes nacen vivos, pero difieren en que no hay conexión placentaria y los pequeños por nacer son alimentados por la yema del huevo; el cuerpo de la madre proporciona el intercambio de gases (tiburones y rayas).
En algunas especies ovovivíparas, los embriones que se desarrollan dentro de la madre dependen para su nutrición únicamente de la yema del huevo. Esto se conoce como «viviparismo con saco vitelino» y se considera como un tipo de lecitotrofia (sin aprovisionamiento materno). Otras especies exhiben matrotrofia, en la cual el embrión agota pronto, durante la gestación, el suministro de yema y la madre debe proporcionar nutrición adicional. Este suministro adicional puede ser en forma de óvulos no fertilizados (oofagia intrauterina) o secreciones uterinas (histotrofia). 